# Паклене улице (франшиза)
Паклене улице, или Брзи и жестоки (енгл. The Fast and the Furious, такође познато и као Fast & Furious), америчка је франшиза која укључује низ акционих филмова о илегалним уличним ауто-тркама и пљачкама којима се баве главни ликови. Главна два лика су Брајан О’Конер (страдали Пол Вокер) и Доминик Торето (Вин Дизел).
Дистрибуирана од стране куће Universal Pictures, франшиза је почела 2001. године филмом Паклене улице. Праћена је са 9 наставака, 2 краткометражна филма која се надовезују на цео низ и серијом видео-игара, и спин−офом Паклене улице: Хобс и Шо из 2019. године.
Са зарађених преко 7 милијарди долара до маја 2023. на светском нивоу, ово је постала највећа франшиза Universal Pictures-а свих времена.

## Филмови

### Паклене улице(2001)
Филм је лабаво заснован на чланку из магазина, под називом Тркач Икс, о уличним екипама који возе јапанске аутомобиле касно у ноћ. Елитни улични тркач и бивши затвореник Доминик Торето (Вин Дизел) и његова екипа: Џеси (Чед Линдберг), Лион (Џони Стронг), Винс (Мет Шулце) и Лети Ортиз (Мишел Родригез) су под сумњом да краду веома скупу електронску опрему. Брајан О’Конер (Пол Вокер) је полицајац на тајном задатку који покушава да сазна ко тачно краде опрему. Ради за ФБИ агента Билкинса (Том Бери) и полицајца из Лос Анђелеса Танера (Тед Левин).
Заљубљује се у Доминикову млађу сестру, Мију Торето (Џордана Брустер). Брајан јој касније признаје да је полицајац на тајном задатку и убеђује је да пође са њим и спаси њеног брата и његове пријатеље од возача камиона, који су се сада наоружали да би се борили против пљачкаша. Пратио је Доминикову локацију помоћу сигнала са мобилног телефона и они су стигли на почетак пљачке и пронашли Лети, тешко повређену у саобраћајној несрећи. Винс је био критично рањен, са раздераном руком и упуцан од стране возача камиона. Брајан и Мија су заједно са Домиником, Лионом и Лети покушавали да спасу Винса. Брајан је затим донео тешку одлуку да открије свој прави идентитет екипи да би позвао медицинску помоћ. Ово откриће је разбеснело Доминика, али је он успео да се суздржи и на крају бежи заједно са Лионом, Лети и Мијом, када је стигла медицинска помоћ.
Брајан је пратио Доминика до његове куће држећи га на нишану да не побегне. Џеси је стигао мало после тога, извињавајући се због својих поступака на Ратовима Трка и моли за Доминикову помоћ због Џонија Трана (Рик Јун) коме није предао свој аутомобил. Неколико тренутака касније, Тран и његов рођак Ленс Нујен (Реџи Ли) су се појавили на моторима пуцајући на Џесија, Доминика и Брајана. Џеси је убијен у тој пуцњави. Брајан и Доминик их јуре, а Доминик вози ауто свог покојног оца, модификовани Доџ Чарџер из 1970. Доминик је одгурао Ленсов мотор са пута у притом да тешко повредио, док је Брајан упуцао Трана. После тога, Брајан и Доминик су организовали трку, у којој су једва избегли воз који је пролазио. Доминик се сударио са камионом и притом повредио, његов ауто се 2 пута преврнуо и више није био у возном стању. Уместо да га ухапси, Брајан је дао кључеве своје Тојоте Супре Доминику уз реченицу „Дугујем ти десетосекундни ауто.” и пустио га да побегне. После одјавне шпице, види се Доминик који вози Шевролет Шевел SS из 1970. кроз Доњу Калифорнију, Мексико.

### Паклене улице 2(2003)
Праћен од стране агента Царинске управе, Монике Фуентес (Ева Мендез), Брајана су ухватили агенти Америчке Царинске управе и дата му је шанса од стране агената Билкинса и Маркама (Џејмс Ремар) да поново крене на тајни задатак и да покуша да ухвати нарко-боса Картера Верона (Кол Хаусер) у замену за брисање целокупног полицијског досијеа. Брајан се сложио само под условом да му се одобри дозвола да бира партнера, јер је одбио да му партнер буде агент који је требало да га надгледа. Брајан се вратио кући у Барстоу (Калифорнија), где је замолио Романа Пирса (Тајрис Гибсон), пријатеља из детињства, који је већ био у затвору неколико година и тренутно је у кућном притвору, да му помогне. Пирс се сложио, али само под условом да добије исти договор који је Брајану понуђен. Уз Моникину помоћ, Брајан и Роман су радили заједно не би ли ухватили Верона. Након добијања заплењених возила од агената и добијања посла од Верона, као његови возачи се враћају у скровиште агената Царинске управе/ФБИ, где се Роман суочава са Маркамом због пређашњег мешања у мисију коју су имали. Када се ситуација смирила, Брајан је рекао Билкинску и Маркаму да Верон планира да прокријумчари новац у његов приватни авион и да побегне, али такође сумња да се нешто чудно дешава са Моникином улогом у мисији.
Нешто касније, Брајан и Роман се тркају са 2 возача који су се пријавили за Веронове возаче, али изгубили, за њихове аутомобиле који би им служили за лични план Б, ако нешто у мисији крене наопако. Роман се суочава са Брајаном због тога што се Брајану свиђала Моника. На дан мисије, Брајан и Роман су почели да превозе торбе са Вероновим новцем, а са њима су били и Енрике (Мо Галини) и Роберто (Роберто Санчез). Пре него што је истекло 15 минута без полиције које је договорено, детектив који је био одговоран за мисију, Витворт је одлучио да каже свим јединицама да крену и ухапсе све, а то је резултирало општом потером за 2 аутомобила дуж целог града. Дуо је одвео полицију до складишта, из ког је изашло на десетине уличних тркача који су дезоријентисали полицију. Полиција је успела да из гомиле изолује Ево и Еклипс, али су само сазнали да су та 2 аутомобила возили чланови Брајанове нове екипе, Теж Паркер (Лудакрис) и Суки (Девон Аоки).
Када се Брајан приближавао одредишту, Енрике му је рекао да скрене и да оде што даље од аеродрома. У међувремену, Роман се отарасио Роберта, помоћу импровизованог катапулта са азотсубоксидом. На аеродрому агенти Царинске управе су окружили Веронов авион и његов конвој, али су тек после упада схватили да их је Верон обмануо и да су загризли мамац, док је Верон био на свом броду који је био удаљен километрима далеко. Верон је знао да је Моника агент и дао јој је погрешну информацију о крајњој дестинацији и планира да је искористи као таоца. Када је Брајан стигао на планирану дестинацију, Енрике се спремао да га убије, када се Роман одједном појавио и тако спасио Брајана. Верон успева да се укрца и отплови на својој приватној јахти, али Брајан и Роман су смислили план да искористе Шевролет Камаро и да при великој брзини уз помоћ рампе ван пута некако дођу до јахте. План им је успео и они су слетели на врх јахте. Дуо је успео да ухапси и преда Верона и да спаси Монику. Пошто су им сва кривична дела опроштена, Брајан и Роман су размишљали шта друго да раде него да се преселе у Мајами када је Брајан поменуо да ће отворити гаражу. Роман је питао како ће моћи да приуште то и Брајан му је открио да је узео нешто новца, а затим је и Роман открио да ни његови џепови нису празни, јер је и он узео новац.

### Паклене улице 3(2006)
Након што је потпуно уништио свој ауто у илегалној уличној трци, Шон Бозвел (Лукас Влек) је послат да живи у Токио, Јапан, са својим оцем, официром у Америчкој ратној морнарици, да би избегао дом за малолетнике или у најгорем случају затвор. У школи се спријатељује са Твинкијем (Бау Вау), који га уводи у свет дрифт трка у Јапану. Иако су трке забрањене, он одлучује да се трка са Такашијем (Брајан Ти) званим Д. К. (Дрифт Краљ) који је повезан са Јакузама. Позајмљује Нисан Силвију од Хан Сеул-О-а (Сунг Канг), Такашијевог тренутног пословног партнера и губи, притом потпуно уништавајући његов ауто због тога што није знао шта су дрифт трке – трке које укључују опасне оштре кривине. Да би вратио свој дуг за ауто који је уништио, Шон је морао да ради за Хана. Касније је Хан постао пријатељ са Шоном и учи младог тркача како да дрифта. Такашијев ујак Камата (Сони Киба), који је шеф Јакузама, жестоко опомиње Такашија зато што је дозволио да Хан краде од њега. Такаши се суочава са Ханом, Шоном и Нилом (Натали Кели), након чега они беже. Током потере, Хан је погинуо у саобраћајној несрећи у својој Вејлсајд Мазди RX-7. Такаши, Шон и његов отац долазе у оружани сукоб који је решен Нилином одлуком да напусти Такашија. Твинки даје свој новац Шону да врати новац који је Хан украо, који Шон на крају враћа Камати. Шон предлаже Камати трку против Такашија да одллуче ко ће напустити Токио. Шон и Ханови пријатељи затим завршавају Форд Мустанг ’67, са I6 мотором са Нисан Скајлајна и осталим резервним деловима. Шон побеђује у трци против Такашија. Касније, Шона је изазвао неименовани возач: Доминик Торето (Вин Дизел).

### Паклене улице 4(2009)
Доминик и његова екипа (Лети, Хан, Лео, Сантос и Кара) пљачкају цистерне са горивом у Доминиканској Републици. Доминик је почео да сумња да ће га ухватити и напушта Лети како би је заштитио од опасности. Неколико недеља касније, у Панами, Доминик добија позив од своје сестре Мије, која му говори да је Лети убио Феликс Калдерон (Лаз Алонсо), после скоро фаталне саобраћајне несреће. Доминик се враћа у Лос Анђелес да испита место где је Феликс убио Лети и налази трагове нитрометана. Затим иде код јединог аутомеханичара који користи нитрометан и присиљава га да му каже име човека који је тражио гориво. Име које је аутомеханичар дао је Дејвид Парк (Рон Јуан).
У међувремену, ФБИ агент Брајан О’Конер (Пол Вокер) покушава да пронађе и ухвати дилера дроге по имену Артуро Брага (Џон Ортиз). Његова потрага га доводи до Дејвида Парка. Доминик стиже до Парковог стана први и држи га за ноге преко прозора све док није извукао довољно информација, а затим га испустио. Брајан, који је такође био на путу ка Парковом стану, спасио је Парка који је постао нови доушник ФБИ. Парк је увео Брајана у уличну трку по Лос Анђелесу. Брајан је изабрао модификовани Нисан Скајлајн GT-R R34 са паркинга заплењених аутомобила. Доминик се такође појављује на трци са својим модификованим Шевролет Шевелом из 1970. Жизел Јашар (Гал Гадот), веза са Брагом, открива да ће победник трке постати последњи возач у тиму који ће превозити хероин на граници између Сједињених Америчких Држава и Мексика. Доминик је победио тако што је пред сам крај трке ударио задњи део Брајановог аутомобила и Брајан је изгубио контролу над истим. Брајан је искористио своју моћ ФБИ агента и ухапсио још једног возача Двајта Мјулера (Грег Сипиз) и тако заузео његово место у тиму.
Сутрадан, тим се састао са једним од Брагиних људи. Одвезли су се преко границе, користећи подземне тунеле да би избегли да буду ухваћени. Брајан је унапред знао да ће када испоруче хероин, Брага поручити да убију возаче. Међутим, то је Доминику открио Феликс, који је рекао да је убио Лети и мало после те изјаве Домиников аутомобил је експлодирао због додира азотсубоксида и упаљача у самом аутомобилу. Ова експлозија је одвукла пажњу Брагиним људима и Брајан је успео да украде Хамер са хероином вредним 60 милиона долара. Доминик и Брајан се одвозе назад у Лос Анђелес и сакривају хероин на паркиралиште заплењених аутомобила, где је Брајан нашао нови аутомобил Субару Импрецу WRX STI. Касније је Доминик сазнао да је Брајан био последња особа које је контактирала са Лети, што резултира нападом на Брајана, док Брајан на крају није рекао да је Лети радила за њега на тајном задатку привођења Браге, после ког би ако би био успешан очистила Доминиково име. Брајан је рекао својим надређенима да ће у замену за Доминиково помиловање, навући Брагу у замку, тако што ће му тражити да лично дође у размену новац за хероин. Међутим, на локацији размене, Рамон Кампос (Роберт Мијано), човек који се представљао као „Брага”, је откривен као мамац, а „Кампос”, прави Брага је побегао и авионом одлетео за Мексико.
Брајан и Доминик су отпутовали у Мексико да сами ухвате Брагу. Нашли су га у цркви и ухапсили га. Брагини људи су кренули да спасу свог шефа, а Брајан и Доминик су већ пролазили кроз подземни тунел и враћали се у Сједињене Америчке Државе. Када је неколико Брагиних људи било убијено, Феликс, који је јурио Брајанов аутомобил, га је ударио са стране, што је резултовало великим оштећењем Брајановог аута који је био потпуно уништен, а Брајан је био повређен. Пре него што је Феликс успео да убије Брајана, Доминик који је преживео експлозију и заменио свој Доџ Чарџер из 1970 са Шевролет Камаром из 1973, закуцао се у Феликса пуном брзином и убио га. Полиција и хеликоптери су почели да пристижу на место збивања на Америчкој страни, Брајан говори Доминику да иде, али Доминик одбија, јер је рекао да је уморан од бежања. Упркос Брајановом захтеву за помиловање, судија је осудио Доминика на доживотну робију. Доминик се укрцао у аутобус који је требало да га одведе у Федерални затвор у Ломпоку заједно са осталим осуђеницима и чим је аутобус дошао до чистине, Брајан и Мија, заједно са Леом и Сантосом (који су помогли у пљачкама у Доминиканској Републици) стигли су са својим аутомобилима да пресретну аутобус.

### Паклене улице 5(2011)
Пратећи дешавања из Паклених улица 4, када је Доминик превожен аутобусом у у Федерални затвор у Ломпоку, Мија и Брајан су преводили напад на аутобус, изазвали су несрећу у којој се аутобус преврнуо и успешно је ослобођен Доминик. Док су их власти тражиле, трио је побегао у Рио де Жанеиро, Бразил. Чекајући Домиников долазак, Мија и Брајан се придружују њиховом пријатељу Винсу (Мет Шулце) и осталим учесницима у послу који је захтевао крађу 3 аутомобила из воза. Посао креће наопако када Брајан и Мија открију да су у возу агенти Управе за сузбијање дроге и да су аутомобили у ствари одузета имовина. Када је Доминик стигао са остатком учесника, схвата да један од њих, Зизи заинтересован само за један аутомобил: Форд GT40. Доминик је осигурао Мију тако што ју је ослободио из воза са баш тим аутомобилом. Доминик и Брајан су остали да се боре са Зизијем и његовим људима. На крају Зизи убија агенте Управе за сузбијање дроге који су дошли да провере шта се дешава у купеу где су се налазили аутомобили. Брајан и Доминик су заробљени и доведени до криминалца Хернана Рејеса, власника тих аутомобила и Зизијевог шефа, који је наредио да њих двојица буду детаљно испитани о томе где се аутомобил налази. Међутим, они успевају да побегну и дођу до места на сигурном где их је чекала Мија.
Доминик, Брајан и Мија су окривљени за убиство агената Управе за сузбијање дроге и агент Америчке дипломатске безбедносне службе, Лук Хобс (Двејн Џонсон) и његов тим долазе у Рио да их ухвате. Док Брајан, Доминик и Мија прегледају аутомобил да открију његову важност, Винс пристиже и открива се да он ради за Рејеса, када је скинуо компјутерски чип са аутомобила. Доминик приморава Винса да оде и након што су истражили чип, Брајан је открио да чип садржи детаље о Рејесовом криминалном царству, заједно са локацијама 100 милиона долара у кешу и направили су план да му украду сав новац како би започели нови живот. Трио организује тим који ће обавити пљачку. Регрутују Хана, Романа, Тежа, Леа, Сантоса, Жизел и Винса. Хобс и његов тим напокон хапсе Доминика, Мију, Брајана и Винса. Док су их превозили на аеродром да би их изручили у Сједињене Америчке Државе, конвој је нападнут од стране Рејесових људи. У том нападу цео Хобсов тим и Винс су убијени. Хобса спасавају Доминик, Брајан и Мија који се супротстављају Рејесовим људима и беже. Тражећи освету за свој убијени тим, Хобс и Елена Невес (Елза Патаки) се слажу да помогну у пљачки.
Екипа проваљује у полицијску станицу где је Рејес чувао свој новац у сефу. Брајан и Доминик су ишчупали сеф из зида полицијске станице својим колима и вукли га по целом граду, док их је полиција јурила. Верујући да неће моћи да побегну од полиције, Доминик је натерао Брајана да настави без њега, зато што ће Брајан ускоро постати отац, а Доминик је остао са сефом да се бори са полицијом да би дошао до Рејеса, уништавајући њихова возила са сефом. Брајан се враћа да убије Зизија, док је Рејес тешко повређен када се његов џип сударио са сефом који је Доминик вукао. Хобс пристиже на место збивања и убија Рејеса. Хобс одбија да пусти Доминика и Брајана, али је невољан да ухапси тим, даје им 24 сата да побегну. Екипа је поделила Рејесов новац. Доминик је оставио Винсов део његовој породици и сви су отишли на различите стране. У сцени после одјавне шпице, агент Моника Фуентес (Ева Мендез) даје специјалан фајл Хобсу у вези са пљачком војног конвоја у Берлину. У фајлу, Хобс открива скорашњу фотографију Лети (Мишел Родригез), за коју се претпостављало да је мртва, и то нам открива да је она преживела догађаје у претходном филму Паклене улице 4.

### Паклене улице 6(2013)
Након успешне пљачке у Рију, Доминик Торето (Вин Дизел) и његова екипа професионалних криминалаца се пензионисала широм света: Доминик је живео са Еленом (Елза Патаки); његова сестра Мија (Џордана Брустер) и Брајан О’Конер (Пол Вокер) су добили сина, Џека; Жизел (Гал Гадот) и Хан (Сунг Канг) су се преселили у Хонг Конг; а Роман (Тајрис Гибсон) и Теж (Лудакрис) живе у луксузу. Агент Америчке дипломатске безбедносне службе, Лук Хобс (Двејн Џонсон) и његова помоћница Рајли Хикс (Џина Карано) истражују уништење руског војног конвоја, верујући да су за то одговорни бивши припадник Британских специјалних снага, Овен Шо (Лук Еванс) и његова екипа. Хобс је успео да пронађе Доминика и затражио је од њега да му помогне у хапшењу Шоа; Доминик се сложио када му је Хобс показао слику његове бивше девојке Лети Ортиз (Мишел Родригез), за коју је мислио да је мртва. Доминик је окупио своју стару екипу (док су Лео и Сантос наставили да се коцкају у казинима у Монаку) и прихватају мисију у замену за пуну амнестију за њихова пређашња кривична дела, што би значило да могу да се врате кући у Сједињене Америчке Државе; Мија и Елена су остале са Џеком. Екипу је до Шоовог тајног скровишта одвео један од његових људи, али све то је била замка која је служила да одврати пажњу Доминикове екипе и полиције, док Шоова екипа не обави пљачку на другој локацији у Лондону. Шо бежи аутомобилом, дижући у ваздух читаво склониште и притом онемогућавајући већем делу полицијских возила да га прати, што оставља само Доминика, Брајана, Романа, Тежа, Хана, Жизел, Хобса и Рајли у потери за Шоом. Лети пристиже да помогне Шоу, и упуцава Доминика у десно раме без оклевања, пре него што је побегла. У њиховом штабу, Хобс саопштава Доминиковој екипи да Шо краде компоненте да направи уређај Ноћна сенка, који има могућност да угаси електричну енергију у читавом једном региону; он намерава да га прода човеку који највише понуди. У међувремену, Шоова истрага Доминикове екипе открива Летину везу са Домиником, али је откривено да она пати од амнезије. Роман, Хан, Жизел и Рајли истражују Шоовог подређеног сарадника, који открива Шоову повезаност са Артуром Брагом, дилером дроге ког је Брајан стрпао у затвор (Паклене улице 4). Брајан се враћа у Сједињене Америчке Државе као затвореник да дође до Браге; Брага открива Брајану да он може доћи близу Шоа, ако Шо то дозволи и описује како је Лети преживела експлозију за коју се мислило да ју је убила. Шо је отишао да је докрајчи, али након сазнања да је остала без памћења, довео ју је у своју екипу. Потпомогнут од стране савезника из ФБИ, Брајан је ослобођен из затвора. У Лондону, Доминик се трка са Лети. После тога, њих двоје причају и Доминик јој враћа огрлицу. Када је она отишла, Шо долази и нуди се да пусти Доминика и његову екипу да оду без последица, али Доминик одбија да оде без Лети. Шо покушава да прети Доминику са својим помоћником који је држао Доминика на нишану, Хобс је такође нишанио у Шоа. Доминик је рекао „јефтино владино пискарало”, понављајући оно како га је Шо назвао раније. Шо потом одлази без даљег инцидента.
Теж је сазнао да ће следећи Шоов напад бити на НАТО војну базу у Шпанији. Шо и његова екипа су напали војни конвој који је преносио компјутерски чип помоћу којег би завршио свој уређај. Доминик и његова екипа су се умешали и уништили конвој, док је за то време, Шо уз помоћ Лети успео да дође до тенка и почео са уништавањем возила по ауто-путу. Роман је успео да забије свој аутомобил испод тенка који је Брајан избацио са моста и тако преврнуо тенк. Лети је док се тенк превртао испала из њега и Доминик је ризиковао свој живот да је спаси да не падне са моста директно у смрт. Након свега, Шо и његови људи су ухваћени, али је он открио да је киднаповао Мију. Екипа је приморана да пусти Шоа, а Рајли (за коју се открило да ради за Шоа) одлази са њим; Лети одлучује да остане са Домиником. Шо и његова екипа се укрцавају на велики авион који је у покрету на писти, док га Доминик и његова екипа јуре. Доминик, Лети, Брајан и Хобс успевају да се укрцају на авион; Брајан спасава Мију и они беже уз помоћ аутомобила који је био на авиону. Авион покушава да полети, али му Хан, Жизел, Роман, Теж, Брајан и Мија не дозвољавају, јер су закачили сајлама своје аутомобиле за крила и труп авиона. Жизел је жртвовала свој живот да спасе Хана. Лети је убила Рајли и она и Хобс су скочили са авиона у један од аутомобила, али Доминик јури Шоа који и даље има компјутерске чипове. Шо бива избачен из авиона када се он срушио; Доминик који је узео један од преосталих возила је пробио кокпит авиона и успео да побегне из пламена и поново се састане са својом екипом, даје Хобсу чипове и обезбеђује њихову амнестију.
Након свега што се издогађало, Доминик и његов тим се враћају у Сједињене Америчке Државе. Хобс и Елена долазе код Доминика кући да потврде да су они слободни. Хан се и даље опоравља од Жизелине смрти и доноси одлуку да се врати у Токио, јер је то био његов и Жизелин план да се тамо одселе. Пре него што су Хобс и Елена отишли, Доминик говори Елени да не мора да иде, али она одговара да је ово његова породица, а да је полицијски одред њена, тако прихватајући да је Доминик изабрао Лети, а не њу. Када се Доминикова екипа окупила да руча, Доминик је питао Лети да ли јој ово окупљање изгледа познато; она одговара да не, али да се осећа као да је код куће.
У Токију, где Хана јури полиција, њега удара аутомобил који изазива несрећу у којој се Ханов аутомобил преврће; аутомобил је експлодирао и Хан умире. Возач другог аутомобила, одлазећи зове Доминика, и оставља му поруку: „Не познајеш ме. Али и те како ћеш ме упознати.”

### Паклене улице 7(2015)
После победе над Овеном Шоом (Лук Еванс) и његовом екипом са којом су осигурали своју амнестију, Доминик Торето (Вин Дизел), Брајан О’Конер (Пол Вокер) и остатак екипе се вратио у Сједињене Америчке Државе где су наставили да живе своје уобичајене животе. Доминик покушава да помогне Лети (Мишел Родригез) да поврати памћење, док се Брајан привикава на улогу оца. У међувремену, Овенов старији брат, Декард Шо (Џејсон Стејтам), проваљује у осигурану болницу у којој је његов млађи брат Овен у коми и заклиње се да ће осветити свог брата.
Шо проваљује у канцеларију Лука Хобса (Двејн Џонсон), агента Америчке дипломатске безбедносне службе да би дошао до података који је тим умало убио његовог брата. После откривања свог идентитета, Шо се физички обрачунава са Хобсом и успева да побегне, пошто активира бомбу која разноси целу канцеларију и шаље Хобса и његову партнерку Елену Невес (Елза Патаки) кроз прозор, на кров аутомобила. Елена хитно одводи тешко повређеног Хобса у болницу. У међувремену, Доминик сазнаје да је његова сестра Мија (Џордана Брустер) поново трудна и убеђује је да то каже Брајану, упркос њеним приговорима. Међутим, пакет у коме је била бомба, послат из Токија експлодира и уништава кућу Доминика Торета само неколико тренутака после убиства Хана у Токију које је починио Декард Шо. Доминик касније посећује Хобса у болници, где сазнаје да је Шо протерани атентатор специјалних снага који тражи освету за свог брата. Доминик потом путује у Токио да преузме тело свог пријатеља Хана (Сунг Канг), где упознаје Шона Бозвела (Лукас Блек), Хановог пријатеља, који му даје Ханове личне ствари које је нашао на месту судара и међу њима се налазила огрлица са крстом коју је Доминик покушавао да пронађе за Лети.
На Хановој сахрани у Лос Анђелесу, коју надгледају чланови екипе, Роман Пирс (Тајрис Гибсон) и Теж Паркер (Крис Лудакрис Бриџис), Роман се заклиње да не жели да иде више на сахране, а Брајан му напомиње да постоји само још једна сахрана од важности – Шоова. Изненада, Доминик уочава аутомобил из којих их неко посматра и креће у моменталну потеру за тим аутомобилом, који је возио Шо. После чеоног судара у игри кукавице, обојица се припремају за физички обрачун, али Шо успева да умакне када је стигао тим специјалаца, предвођен Френком Петијем (Курт Расел), који се представио као „Господин Нико”. Пети обавештава Доминика да ће му помоћи да заустави Шоа, ако му помогне да спречи плаћеника Џакандеа (Џимон Хансу) да се домогне Божијег Ока, компјутерског програма који може да користи све дигиталне уређаје да прати одређену особу и спаси њеног креатора, хакера Ремзија, од Џакандеових људи. Доминик позива Брајана, Лети, Романа и Тежа да му помогну. Међутим, Брајан обећава Мији, да ће се када заврше са Шоом, потпуно посветити породичном животу. Да би спасио Ремзија, тим је морао да избаци своје аутомобиле из авиона на пут негде у Кавказима, пресретне Џакандеов конвој и спасе Ремзија и тада су сазнали да је Ремзи (Натали Емануел) у ствари млада девојка Меган. Потом су се упутили у Абу Даби, где је милијардер купио хард диск од Ремзиног пријатеља, на коме се налазило Божије Око. Тим проваљује у његово поткровље у ком се налазио сеф са Lykan Hypersport-ом у коме се налазио хард диск, који су успешно вратили у свој посед. У оба наврата, тим је јурио Шо, који је успео да се сукоби са Домиником и тим је једва успео да побегне.
Са Божијим Оком, тим је успео да прати и пронађе Шоа, који их је чекао у једној фабрици. Доминик, Брајан, Пети и његова јединица специјалаца је покушала да ухвати Шоа, али су упали у заседу Џакандеа и његових људи, који су склопили савез са Шоом. Петијеви људи су убијени, сам Пети је рањен, али успева да побегне са Домиником и Брајаном, док је Џаканде успео да се домогне Божијег Ока. На путу ван земље, Пети упозорава Доминика и Брајана да ће Џаканде искористити Божије Око да пронађе и ухвати Ремзи. На крају разговора они одлазе остављајући Петија да сачека хеликоптер који је полако пристизао да га спаси. Немајући другог избора, тим одлучује да се врати у Лос Анђелес, где ће се борити са Шоом, Џакандеом и његовим људима на домаћем терену. Доминик је испланирао да се суочи са Шоом сам, док се Брајан са остатком екипе припремао за борбу са Џакандеом у којој би успели да врате контролу над Божијим Оком. У исто време, Мија открива Брајану да је поново трудна и да ће добити девојчицу.
Док Џаканде јури Брајана и остатак екипе са хеликоптером и беспилотном летелицом, користећи Божије Око да прати Ремзи, тим користи Ремзи да хакује у Божије Око и убаци вирус. Хобс, који је видео да је тим у невољи, одлази из болнице и уништава беспилотну летелицу помоћу кола Хитне помоћи. Када је Брајан успео ручно да преусмери сигнал програма, Ремзи је успешно извршила хаковање, повратила контролу над Божијим Оком и угасила га. У међувремену, Доминик Торето и Декард Шо су у физичком обрачуну на паркингу гараже, све док Џаканде не успева да се умеша и нападне их обојицу. Пре него што је Шо ухапшен и предан властима, део гараже се урушава на њега. Доминик се потом бори са Џакандеом и успева да лансира свој аутомобил у коме се налазио, на хеликоптер који је за длаку промашио, али био довољно близу да баци торбу пуну граната унутар хеликоптера. Домиников аутомобил затим пада и он је теже повређен. Хобс пуца у торбу са гранатама са земље, погађа и уништава хеликоптер у коме се налазио Џаканде. Доминик је био у несвести и тим се плашио да је можда мртав. Док је Лети држала Доминиково тело на својим рукама, открива да јој се памћење вратило и да се сећа њиховог венчања, за које нико није знао. Убрзо након тога, Доминик долази к себи, говорећи: „Било је време.”
Касније, Шо је приведен од стране Хобса и затворен у тајни, добро обезбеђени затвор ЦИА. У међувремену, на плажи, Брајан и Мија се играју са својим сином Џеком, док их Доминик, Лети, Роман, Теж и Ремзи посматрају, дивећи се њиховој срећи признају да ће Брајану бити боље сада када је са породицом. Доминик тихо одлази, а Брајан га сустиже код стоп знака. Доминик се присећа свега шта је проживео са Брајаном, њих двојица крећу заједно аутомобилима, све до раскрснице на којој се Брајан одваја од главног пута и одлази у даљину.

### Паклене улице 8(2017)
Сад кад су Дом (Вин Дизел) и Лети (Мишел Родригез) на меденом месецу, Брајан (Пол Вокер) и Мија (Џордана Брустер) повукли су се из игре, а остатак екипе ослобођен свих оптужби. Овај тим који вечито путује по свету почео је да води нешто налик нормалном животу. Али кад мистериозна жена (Сајфер) заведе Дома у свет криминала из ког изгледа не може да побегне и кад изда оне најближе њему, екипа ће се сусрести са најтежим изазовом који ће их довести пред тест какав никад пре нису имали.
Од обала Кубе и улица Њујорка, преко ледених равница код Беринговог мора, елитна јединица ће прећи цео свет не би ли спречила анархисту да покрене хаос на светској сцени, и врати кући човека који је од њих направио породицу.
Планови за осми филм у серијалу су први пут најављени у марту 2015, када се Дизел појавио у емисији Џими Кимел уживо! и најавио да ће филм бити смештен у Њујорку. Припреме за филм су почеле одмах након изласка седмог дела, када су Дизел, Морган и Мориц потврдили да ће бити продуценти. Након што су одредили датум изласка филма, кастинг је одржан између априла и јуна 2015. године. У октобру исте године, Греј је најављен као режисер, заменивши Џејмса Вона који је режирао претходни филм. Снимање је почело у марту 2016, а филм је сниман у Њујорку, Хавани, Атланти, Кливленду и на Исланду, настављајући традицију серијала са снимањем филма на егзотичним локацијама широм света. 
Филм је премијерно приказан 4. априла 2017. у Берлину, док је у америчким биоскопима реализован 14. априла исте године, у 3Д, ИМАКС, ИМАКС 3Д и 4Д форматима. Добио је помешане критике од стране критичара, који су похвалили глуму и акционе сцене, али су критиковали причу и дуго трајање филма. Зарадио је преко 1,2 милијарде долара широм света, што га је учинило трећим најуспешнијим филмом из 2017. године, а у време изласка је био 11. најуспешнији филм свих времена. 

### Паклене улице 9(2021)
После догађаја из филма Паклене улице 8 (2017), Доминик Торето (Вин Дизел) и његова породица морају се суочити са Доминиковим млађим братом Џејкобом (Џон Сина), смртоносним атентатором, који ради са њиховим старим непријатељем Сајфером (Шарлиз Терон), и који има личну освету против Доминика.
Светска премијера филма је била заказана за мај 2020. у Сједињеним Америчким Државама, али је због пандемије вируса корона одложена неколико пута. Филм је реализован 19. маја 2021. у Јужној Кореји и Хонгконгу, док је у Сједињеним Америчким Државама почео са приказивањем 25. јуна исте године.
Буџет филма је износио 200 милиона долара, а зарада од филма је 726,2 милиона долара.

### Паклене улице 10(2023)
Током својих мисија и упркос немогућим изгледима, Дом Торето (Вин Дизел) и његова породица надмудрили су, изнервирали и превозали сваког непријатеља који им се нашао на путу. Сада се суочавају са најсмртоноснијим противником до сада — застрашујућом претњом која се појављује из сенки прошлости, и која је, подстакнута крвном осветом, одлучна у намери да разбије ову породицу и уништи све и свакога, које Дом воли, заувек.
Године 2011. у филму Паклене улице 5, Дом и његова екипа решили су се злог бразилског шефа нарко картела, Ернана Рејеса (Жоаким де Алмеида), и обезглавили његову империју на мосту у Рио де Жанеиру. Оно што нису знали је да је Рејесов син Данте (Џејсон Момоа) сведочио свему томе и да је последњих 12 година провео осмишљавајући план како би Дому наплатио највећу цену.
Дантеов план распршиће Домову породицу, од Лос Анђелеса до Рима, од Бразила до Лондона и од Португала до Антарктика. Нови савези ће се исковати, а стари непријатељи ће се поново појавити. Али, све ће се променити када Дом буде открио да је његов осмогодишњи син (Лео Абело Пери) последња мета Дантеове освете.

## Краткометражни филмови

### Турбо-пуњење увод(2003)
Брајан О’Конер (Пол Вокер) пакује кофере и напушта Лос Анђелес, пре него што је полиција Лос Анђелеса добила шансу да га ухапси због помоћи Доминику Торету (Вин Дизел) да побегне. ФБИ је покренуо националну потеру за њим, а Брајан је путовао широм Аризоне, Новог Мексика и Тексаса, побеђујући у свакој уличној трци у којој је учествовао, са својим црвеним Мицубишијем 3000GT. Међутим, он бива приморан да остави свој ауто испред мотела у Даласу када га је полиција приметила. Када су му узели ауто, он је успео да добије превоз од непознате жене, која није знала ко је он заправо. Оставила га је код места где се продају половни аутомобили и он је тада схватио да је она знала да је он тражен. Тамо, он купује зелени Нисан Скајлајн GT-R R34. Касније, када је сакупио новац од уличних трка, модификује свој ауто, купује нове фелне и фарба га у сиво, са плавим муња винилима на странама аутомобила, пре него што је отишао на исток и тамо побеђивао. Након доласка у Атланту, Џорџија, Брајан је кренуо ка Мајамију, Флорида, где је видео Слеп Џекову Тојоту Супру и Оринџ Џулијусову Мазду RX-7 (обојица ликови из филма Паклене улице 2) пре него што се на екрану појавило „Наставиће се...”.

### Одметници(2009)
Лео Тего (Тего Калдерон) је у затвору Доминиканске Републике, прича о томе како корпорације заустављају производњу електричних аутомобила и почињу рат за нафту. У међувремену, на улицама Рико Сантос (Дон Омар) ћаска са старијим човеком, јер не може да нађе довољно горива. Хан Сеул-О (Сунг Канг) стиже и Кара Мирта (Мирта Мишел) и Мало (Валентино Моралес) га одвозе са аеродрома. Одвозе га у Сантосову кућу, где се његова тетка Рубиа (Адриа Караско) бори са све већим ценама бензина, а Доминик ради на свом аутомобилу. Тим затим ужива у ручку добродошлице са породицом. После ослобађања Леа из затвора, упутили су се у клуб, где су Хан и Кара флертовали, Доминик се састаје са локалним политичарем Елвисом (Хуан Фернандез), који их обавештава да постоји шанса да се отме пошиљка бензина. После опуштања у клубу након разговора, Доминик је изненађен доласком Лети (Мишел Родригез), која га је пратила од Мексика. Њих двоје се заједно одвозе на плажу, где „освежавају своју везу”.

## Хронологија
Иако су снимљени и објављени по другачијем распореду, филмови се у следећем фиктивном хронолошком реду односе на заплет догађаја.
| Ств. | Фикт. | Наслов           | Датум           |
| ---- | ----- | ---------------- | --------------- |
| 1    | 1     | Паклене улице    | 22. јун 2001.   |
| 2    | 2     | Паклене улице 2  | 6. јун 2003.    |
| 4    | 3     | Паклене улице 4  | 3. април 2009.  |
| 6    | 4     | Паклене улице 5  | 29. април 2011. |
| 6    | 5     | Паклене улице 6  | 24. мај 2013.   |
| 3    | 6     | Паклене улице 3  | 16. јун 2006.   |
| 7    | 7     | Паклене улице 7  | 3. април 2015.  |
| 8    | 8     | Паклене улице 8  | 14. април 2017. |
| 9    | 9     | Паклене улице 9  | 25. јун 2021.   |
| 10   | 10    | Паклене улице 10 | 19. мај 2023.   |

## Екипа и аутомобили
| Екипа [детаљи]                                                    | Филм                                                                                    | Филм                                                                             | Филм                                                      | Филм                                                      | Филм                                                      | Филм                                                                     | Филм                                                       | Филм            |
| Екипа [детаљи]                                                    | Паклене улице                                                                           | Паклене улице 2                                                                  | Паклене улице 3                                           | Паклене улице 4                                           | Паклене улице 5                                           | Паклене улице 6                                                          | Паклене улице 7                                            | Паклене улице 8 |
| ----------------------------------------------------------------- | --------------------------------------------------------------------------------------- | -------------------------------------------------------------------------------- | --------------------------------------------------------- | --------------------------------------------------------- | --------------------------------------------------------- | ------------------------------------------------------------------------ | ---------------------------------------------------------- | --------------- |
| Режисер                                                           | Роб Коен                                                                                | Џон Синглтон                                                                     | Џастин Лин                                                | Џастин Лин                                                | Џастин Лин                                                | Џастин Лин                                                               | Џејмс Вон                                                  |                 |
| Писци                                                             | сценарио Гери Скот Томпсон, Ерик Бергквист, Дејвид Ајер базирано на Тркач Икс Кена Лија | сценарио Мајкл Брент, Дерек Хас прича ММајкл Брент, Дерек Хас, Гери Скот Томпсон | написао Крис Морган базирано на Ликови: Гери Скот Томпсон | написао Крис Морган базирано на Ликови: Гери Скот Томпсон | написао Крис Морган базирано на Ликови: Гери Скот Томпсон | написао Крис Морган базирано на Ликови: Гери Скот Томпсон                | написао Крис Морган базирано на Ликови: Гери Скот Томпсон  |                 |
| Сниматељ(и)                                                       | Ерисон Кор                                                                              | Метју Ф. Лионети                                                                 | Стивен ф. Виндон                                          | Армир Мокри                                               | Стивен ф. Виндон                                          | Стивен ф. Виндон                                                         | Стивен ф. Виндон Марк Спајсер                              |                 |
| Композитор                                                        | БТ                                                                                      | Дејвид Арнолд                                                                    | Брајан Тајлер                                             | Брајан Тајлер                                             | Брајан Тајлер                                             | Лукас Видал                                                              | Брајан Тајлер                                              |                 |
| Монтажер(и)                                                       | Питер Хонес                                                                             | Брус Кенон Далас Пует                                                            | Кели Мацумото Далас Пует Фред Раскин                      | Кристијан Вагнер Фред Раскин                              | Кели Мацумото Фред Раскин Кристијан Вагнер                | Кристијан Вагнер Кели Мацумото Дилан Хајсмит Грег Д’Орија Ли Фолсом-Бојд | Кристијан Вагнер Ли Фолсом-Бојд Дилан Хајсмит Кирк М. Мори | ‍                |
| Костимограф(и)                                                    | Сања Милковић Хејс                                                                      | Сања Милковић Хејс                                                               | Сања Милковић Хејс                                        | Сања Милковић Хејс                                        | Сања Милковић Хејс                                        | Сања Милковић Хејс Крејшуника Роберто                                    | Сања Милковић Хејс                                         |                 |
| Дизајнер продукције                                               | Волдемар Калиновски                                                                     | Кит Брајан Брнс                                                                  | Ајда Рандом                                               | Ајда Рандом                                               | Питер Венам                                               | Јан Ролфс                                                                | Бил Брзески                                                |                 |
| Трајање                                                           | 106 минута                                                                              | 107 минута                                                                       | 104 минута                                                | 107 минута                                                | 130 минута                                                | 130 минута 131 минута (продужена верзија)                                | 137 минута                                                 |                 |
| - Тамносива ћелија показује да је информација за филм недоступна. |                                                                                         |                                                                                  |                                                           |                                                           |                                                           |                                                                          |                                                            |                 |

### Аутомобили
- Аутомобили коришћени у франшизи Паклене улице

## Приход

### Зарада
| Филм                                                              | Датум           | Зарада ($)      | Зарада ($)       | Зарада ($)    | Ранг зараде            | Ранг зараде        | Буџет ($)   | Реф.         |
| Филм                                                              | Датум           | Северна Америка | Друге територије | Широм света   | Укупно Северна Америка | Укупно широм света | Буџет ($)   | Реф.         |
| ----------------------------------------------------------------- | --------------- | --------------- | ---------------- | ------------- | ---------------------- | ------------------ | ----------- | ------------ |
| Паклене улице                                                     | 22. јун 2001.   | 144.533.925     | 62.750.000       | 207.283.925   | #299                   | #573               | 38.000.000  | [ 2 ]        |
| Паклене улице 2                                                   | 6. јун 2003.    | 127.154.901     | 109.195.760      | 236.350.661   | #388                   | #476               | 76.000.000  | [ 3 ]        |
| Паклене улице 3                                                   | 16. јун 2006.   | 62.514.415      | 95.953.877       | 158.468.292   | #1.121                 |                    | 85.000.000  | [ 4 ] [ 5 ]  |
| Паклене улице 4                                                   | 3. април 2009   | 155.064.265     | 208.100.000      | 363.164.265   | #261                   | #240               | 85.000.000  | [ 6 ]        |
| Паклене улице 5                                                   | 29. април 2011. | 209.837.675     | 416.300.000      | 626.137.675   | #137                   | #87                | 125.000.000 | [ 7 ]        |
| Паклене улице 6                                                   | 24. мај 2013.   | 238.679.850     | 550.000.000      | 788.679.850   | #101                   | #50                | 160.000.000 | [ 8 ]        |
| Паклене улице 7                                                   | 3. април 2015.  | 331.068.495     | 1.098.000.000    | 1.429.068.495 | #34                    | #4                 | 275.000.000 | [ 9 ] [ 10 ] |
| Паклене улице 8                                                   | 14. април 2017. |                 |                  |               |                        |                    |             |              |
| Укупно                                                            | Укупно          | 1.268.853.526   | 2.540.299.637    | 3.809.153.163 | 13                     | 10                 | 844.000.000 | [ 12 ]       |
| - Тамносива ћелија показује да је информација за филм недоступна. |                 |                 |                  |               |                        |                    |             |              |

### Критички и јавни одзив
| Филм                                                              |                   |                 |    |
| ----------------------------------------------------------------- | ----------------- | --------------- | -- |
| Паклене улице                                                     | 53% (146 критика) | 58 (29 критика) | B+ |
| Паклене улице 2                                                   | 36% (157 критика) | 38 (35 критика) | A− |
| Паклене улице 3                                                   | 36% (111 критика) | 46 (31 критика) | A− |
| Паклене улице 4                                                   | 27% (172 критике) | 45 (27 критика) | A− |
| Паклене улице 5                                                   | 77% (191 критика) | 67 (29 критика) | A  |
| Паклене улице 6                                                   | 68% (184 критике) | 61 (39 критика) | A  |
| Паклене улице 7                                                   | 82% (198 критика) | 67 (44 критике) | A  |
| Паклене улице 8                                                   |                   |                 |    |
| Просечно                                                          | 55%               | 55              |    |
| - Тамносива ћелија показује да је информација за филм недоступна. |                   |                 |    |

## Презентовање робе

### Видео-игрице
Серија филмова је изазвала прављење неколико тркачких видео-игара за различите системе. Аркадна игра Паклене улице (позната и као Дивља брзина у Јапану) је пуштена у продају од стране компаније Ро Трилс, 2004. 2006. године, видео-игра Паклене улице је била пуштена у продају за PlayStation 2 и PlayStation Portable. Неколико игара (Паклене улице: Наслов аутомобила, Паклене улице 4, Паклене улице 5, Паклене улице 6 и Паклене улице: Адреналин) објављено је за  и биле су доступне у Ајтјунс Ап стору. За уређаје са Андроид системом постојала је званична верзија игре Паклене улице 6: Игра. 2013. године игра Паклене улице: Обрачун је објављена за рачунар Windows, Xbox 360, PlayStation 3, Wii U и Nintendo 3DS. Разни аутомобили, локације и ликови из франшизе су се појавили у игри на Фејсбуку, Град аутомобила.

### Играчке и модели
Компанија Џони Лајтнинг је пустила у продају ливене играчке, реплике правих аутомобила који су коришћени у филмовима у различитим размерама од 1:18 до 1:64. РадиоШак је продао ЗипЗап микро верзије аутомобила као аутомобиле на даљинско управљање 2002. године. 1:24 размеру пластичног модела аутомобила је правила компанија Ертл. Компанија Џони Лајтнинг је под ЈЛ Фул Тротл Бренд-ом пустила у продају моделе аутомобила из Паклених улица 3 у размери 1:64 и 1:24 оригиналног модела. Ови модели су дизајнирани од стране Ерика Черна, члана Куће славних ливених играчака. Гринлајт је такође продавао неке аутомобиле из новијих филмова, али и неколико из претходних.

## Повезани филмови
Иако званично није део франшизе Паклене улице, Сунг Канг је тумачио улогу Хан Сеул-О-а у филму Више среће сутра, режираног од стране Џастина Лина, који је такође режирао Паклене улице 3, Паклене улице 4, Паклене улице 5 и Паклене улице 6. У филму Паклене улице 5, Жизел Јашар (Гал Гадот) приписује Ханову константну потребу да ради нешто са рукама, зато што је бивши пушач, је намерна интерна шала, према Линовом DVD коментару. Кратки анимирани филм Токио мејтер је сатира Паклених улица 3.

## Вожња у тематском парку
У мају 2015. године објављено је да ће Universal Studios Hollywood открити нову вожњу која се базира на франшизи Паклене улице, са 3D  360° екранима за потпун доживљај при брзинама већим од 190 km/h (120 mph). Отварање је било заказано за 25. јун 2015, а туристичка атракција је тренутно отворена и цене се крећу од око 100 до 300 долара.